# Phyllonastes lochites
Phyllonastes lochites, tiếng Anh thường gọi là Ecuador Leaf Frog, là một loài ếch thuộc họ Leptodactylidae.
Loài này có ở Ecuador và Peru.
Môi trường sống tự nhiên của chúng là vùng núi ẩm nhiệt đới hoặc cận nhiệt đới.
Chúng hiện đang bị đe dọa vì mất môi trường sống.